# Aldenhoven Testing Center
Das Aldenhoven Testing Center (ATC) ist eine Automobilteststrecke für Nass- und Trockentests auf dem Gelände der ehemaligen Grube Emil Mayrisch im Aldenhovener Ortsteil Siersdorf im Kreis Düren. Das ATC wurde am 11. April 2014 im Beisein des nordrhein-westfälischen Wirtschaftsministers Garrelt Duin, des Landrats Wolfgang Spelthahn und des Rektors der RWTH Aachen, Ernst Schmachtenberg, feierlich eröffnet. Dem ATC angeschlossen sind das Test- und Entwicklungsprojekt für zukünftige europäische Satellitennavigationssysteme automotiveGATE von  GALILEOabove (Anwendungszentrum für bodengebundenen Verkehr). Außerdem befindet sich in direkter Nähe zum ATC die Film + Test Location Germany (FTL Germany), Europas größte Filmkulisse für High-Speed-Autobahnszenen. Im ATC befindet sich ebenfalls das 5G Mobility Lab des Telekommunikationsunternehmens Vodafone, in dem der 5G-Mobilfunkstandard getestet wird.

## Das Testzentrum für Mobilität
Zwölf Streckenelemente erlauben es, annähernd alle Situationen aus dem Realverkehr nachzubilden. Für die Erforschung, Entwicklung und Absicherung von automobilen Systemen und Funktionen ist es unerlässlich, sie zunächst auf einem abgeschlossenen Testgelände einzusetzen. Erst wenn sie dort ihren Reifegrad nachgewiesen haben, können sie im öffentlichen Straßenverkehr eingesetzt werden. Auf dem circa 40 Hektar großen Gelände sind eine rund zwei Kilometer lange Ovalbahn, eine Schlechtwegstrecke mit fünf unterschiedlichen Eigenschaften, eine kreisförmige Fahrdynamikfläche mit einem Durchmesser von 210 m, eine 400 bis 500 m lange Beschleunigungsspur, eine 150 m lange Bremsenstrecke mit unterschiedlichem Belag, ein 800 m langer und auf 1200 m erweiterbarer Handlingkurs sowie ein Steigungshügel von 5, 12 und 30 % eingerichtet. Damit bietet das ATC alle Voraussetzungen für Forschungen im Bereich der Fahrzeugsicherheit, der Entwicklung von Verbrennungsmotoren einschließlich neuer hybrider Antriebskonzepte und Brennstoffzellensystemen, sowie der Verminderung des Schadstoffausstoßes, der Lärmemissionen und des Kraftstoffverbrauchs und vieles mehr.
Die Anlage steht neben den offiziellen Forschungseinrichtungen allen klein- und mittelständischen Unternehmen zur Verfügung, die ein spezielles Prüfgelände für ihre Tests benötigen.
Das ATC wird betrieben von der „Aldenhoven Testing Center of RWTH Aachen University GmbH“, einer Tochter der RWTH Aachen und des Kreises Düren. Seitens der RWTH haben sich neben der Zentrale die Institute für Kraftfahrzeuge (ika), für Verbrennungskraftmaschinen (VKA) und für Regelungstechnik (IRT) direkt beteiligt. Darüber hinaus wurde das ATC von der Landesregierung Nordrhein-Westfalen und von der Europäischen Union finanziell gefördert.